# 维斯普雷姆区
维斯普雷姆区（匈牙利語：Veszprémi járás），是匈牙利维斯普雷姆州的一个区，总面积629.61平方公里，总人口83,288人（2011年），人口密度132人/平方公里。中心城市为维斯普雷姆。

## 市镇
维斯普雷姆区包含一个州级市、一个城镇和17个村庄。